# Sikátor (település)
Sikátor község Győr-Moson-Sopron vármegyében, a Pannonhalmi járásban található.

## Fekvése
Győrtől 35 km-re délkeletre, Veszprémtől 46 km-re északra van. Zirc 27, Kisbér 21 km-re fekszik. Azon hat település egyike, amelyeket Veszprém megye Zirci kistérségéből a Győr-Moson-Sopron megyei Pannonhalmai kistérségbe csatoltak át 2002. október 20-án. Ma a Pannonhalmi járáshoz tartozik. A község határos Komárom-Esztergom vármegyével is, külterülete, Vecsenypuszta közvetlen szomszédságában fekszik Réde, illetve eléggé közel található a megyéből Bakonybánk is.

### Megközelítése
Zsáktelepülés, közúton csak a 82-es útról Veszprémvarsányon letérve, a mintegy 2 kilométer hosszú 82 114-es számú mellékúton érhető el.
Vasútvonal nem érinti, a legközelebbi vasúti csatlakozási lehetőséget a Győr–Veszprém-vasútvonal Veszprémvarsány vasútállomása kínálja, légvonalban 2,5, közúton 4 kilométerre nyugatra.

## Története
A település első írásos említését 1392-ben találhatjuk meg, Sykator alakban. Latin eredetű neve szűk utcát, szőlők közötti „vakutat” jelent. A középkorban a cseszneki uradalom tartozéka volt, s fő birtokosai a gróf Cseszneky, Garai, szepesi Szapolyai, enyingi Török és galánthai Esterházy családok voltak. A törökök a községet 1542-ben elpusztították. A kis számú őslakosság és az új telepesek 1720 után építették fel ismét. 1829-ben már 756 lakosa volt. A későbbi évtizedekben a lakosságszám lassan emelkedett. A legmagasabb népessége 1810-ben volt. Ekkor 821-en lakták. Azóta állandóan csökken, mára alig 350 főt tesz ki. A lakosság mezőgazdasági foglalkozású volt és az is maradt. A környező erdők miatt fakitermeléssel is foglalkoztak. Virágzott a  falu szőlőkultúrája. Megtermelt boraikat fél évig szabadon adhatták el. Termékeiket a győri és veszprémi piacokon értékesítették. Lakói nagyrészt örökös jobbágyok voltak. A földesuruk készített urbáriumot, de nem éltek vele, így a régi módon adóztak. Peres ügyeiket a cseszneki úriszék intézte. A község határában lévő hajdani Ság nevű település 1882-ben szerepel utoljára az iratokban.
A tanácsrendszer bevezetésétől kezdve 1963-ig önálló tanácsa volt, majd Veszprémvarsánnyal, 1969-től pedig Lázival alkotott közös tanácsot. A településen kirendeltség működött. Az önkormányzatok megalakulásával önálló képviselőtestülete lett. A közigazgatási munkát a veszprémvarsányi körjegyzőség látja el. A faluban cigány kisebbségi önkormányzat is létesült.
A község fejlődését a kedvezőtlen közlekedési és földrajztudományi helyzete rontotta. A község földjeinek nagy részét 1935-ben herceg Esterházy Pál birtokolta. A lakosság többsége csak 1 kh földdel rendelkezett. Jövedelmüket állattartásból, napszámos munkából egészítették ki. Egyre többen jártak el dolgozni a környékbeli bányákba, ipari üzemekbe. 1959-ben megalakult a Jóreménység termelőszövetkezet. A gazdaság 1962-ben egyesült a veszprémvarsányi termelőszövetkezettel. A Pápai Állami Gazdaság vecsenypusztai üzemegysége a veszprémvarsányi tsz. kezelésébe került. A privatizálás után a veszprémvarsányi Bakony vagyonkezelő kft. tulajdona lett. A közvetlen győri autóbusz-összeköttetés lehetősége miatt a férfiak többsége a győri üzemekben dolgozik.

## Közélete

### Polgármesterei
- 1990–1994: Horváth Istvánné (független)[3]
- 1994–1998: Horváth Istvánné (független)[4]
- 1998–2002: Horváth Istvánné (független)[5]
- 2002–2006: Horváth Istvánné (független)[6]
- 2006–2010: Horváth Istvánné (független)[7]
- 2010–2014: Vighné Kemény Teréz (független)[8]
- 2014–2019: Kovács József Imréné (független)[9]
- 2019–2024: Kovács József Imréné (független)[10]
- 2024– : Kovács József Imréné (független)[1]

## Vallási élete
Vallási szempontból megosztott. Nagyobb része evangélikus, kisebb fele katolikus. Reformátusok szinte egyáltalán nem élnek a településen. Muzsay püspök 1661-ben önálló evangélikus egyházközséggé nyilvánította a falut. Az ellenreformáció idején megszűnt az evangélikus gyülekezet. Csak II. József türelmi rendeletének megjelenése után gyakorolhatták a hívők vallásukat ismét szabadon. Első templomuk 1787-ben épült fel. Az 1896-os esztendőben villámcsapás miatt elpusztult, s vele együtt sokak hajléka szűnt meg. A millecentenárium évében a gyülekezet emléktáblát helyezett el a templom falán. Az első világháborús emlékművet 1941-ben, a második világháborús emlékművet 1989-ben hozták létre.
A római katolikusok a bakonygyiróti egyház filiáját alkotják. A hitélet gyakorlását Bakonyszombathelyről kijáró pap segíti elő. A katolikusok Anna napján (július 26-án) tartják hagyományos búcsújukat, az evangélikusok október 31-én tartják templomszentelési emlékünnepüket.

## Infrastruktúra, szolgáltatások
A község rendelkezik a vonalas infrastruktúrákkal. Vezetékes víz, gáz, csatornahálózata van. A szennyvizet a veszprémvarsányi tisztítóműbe vezetik. A település külterületi részét képező Vecsenypuszta szilárd burkolatú közúton közelíthető meg. Az 1962-ben épített kultúrházat 1992-ben bővítették. Itt található a körjegyzőség hivatalos helyisége is, melyben rendszeres ügyfélfogadást tartanak. Az óvodásokat és iskolásokat iskolabusz szállítja a veszprémvarsányi közös tulajdonú és fenntartású általános iskolába, ahol az óvoda is működik. A régi iskolát orvosi rendelővé és könyvtárrá alakították át. Hetente két alkalommal van gyermek és felnőtt orvosi rendelés. A faluban egy ABC bolt árusít. Ezenkívül két kocsma gondoskodik a felnőtt lakosság unaloműzéséről. A hulladék elszállítást a Győri Kommunális kft. végzi heti egy alkalommal. Az utóbbi években a vezetékes telefonhálózat is kiépült, korszerűsödött. Az idősekről, és a település lakosairól való gondoskodást szolgálja a néhány évvel ezelőtt bevezetett falugondnoki szolgálat. Az elmúlt években a lakosság igényeinek kiszolgálására ételszállítást, orvosi kezelésre való elvitelt, illetve nagyobb bevásárlások lebonyolítását szervezték meg. A lakosság először idegenkedve fogadta, mára azonban nagyon népszerű szolgáltatássá vált.

## Népesség
A település népességének változása:
| Lakosok száma | 291  | 293  | 307  | 308  | 323  | 320  | 336  |
|               | 2013 | 2014 | 2015 | 2021 | 2022 | 2023 | 2024 |

A 2011-es népszámlálás során a lakosok 95,2%-a magyarnak, 8,7% cigánynak, 2,9% németnek, 0,6% szlováknak mondta magát (3,2% nem nyilatkozott; a kettős identitások miatt a végösszeg nagyobb lehet 100%-nál). A vallási megoszlás a következő volt: római katolikus 45,3%, református 2,9%, evangélikus 37,9%, felekezeten kívüli 4,8% (9% nem nyilatkozott).
2022-ben a lakosság 85,1%-a vallotta magát magyarnak, 4% németnek, 0,9% cigánynak, 0,3% románnak, 0,3% szerbnek, 0,3% szlováknak, 1,9% egyéb, nem hazai nemzetiségűnek (13,3% nem nyilatkozott; a kettős identitások miatt a végösszeg nagyobb lehet 100%-nál). Vallásuk szerint 26,9% volt római katolikus, 22% evangélikus, 3,4% református, 0,6% egyéb katolikus, 9,3% felekezeten kívüli (37,8% nem válaszolt).

## Nevezetességei
- Római katolikus templom
- Evangélikus templom

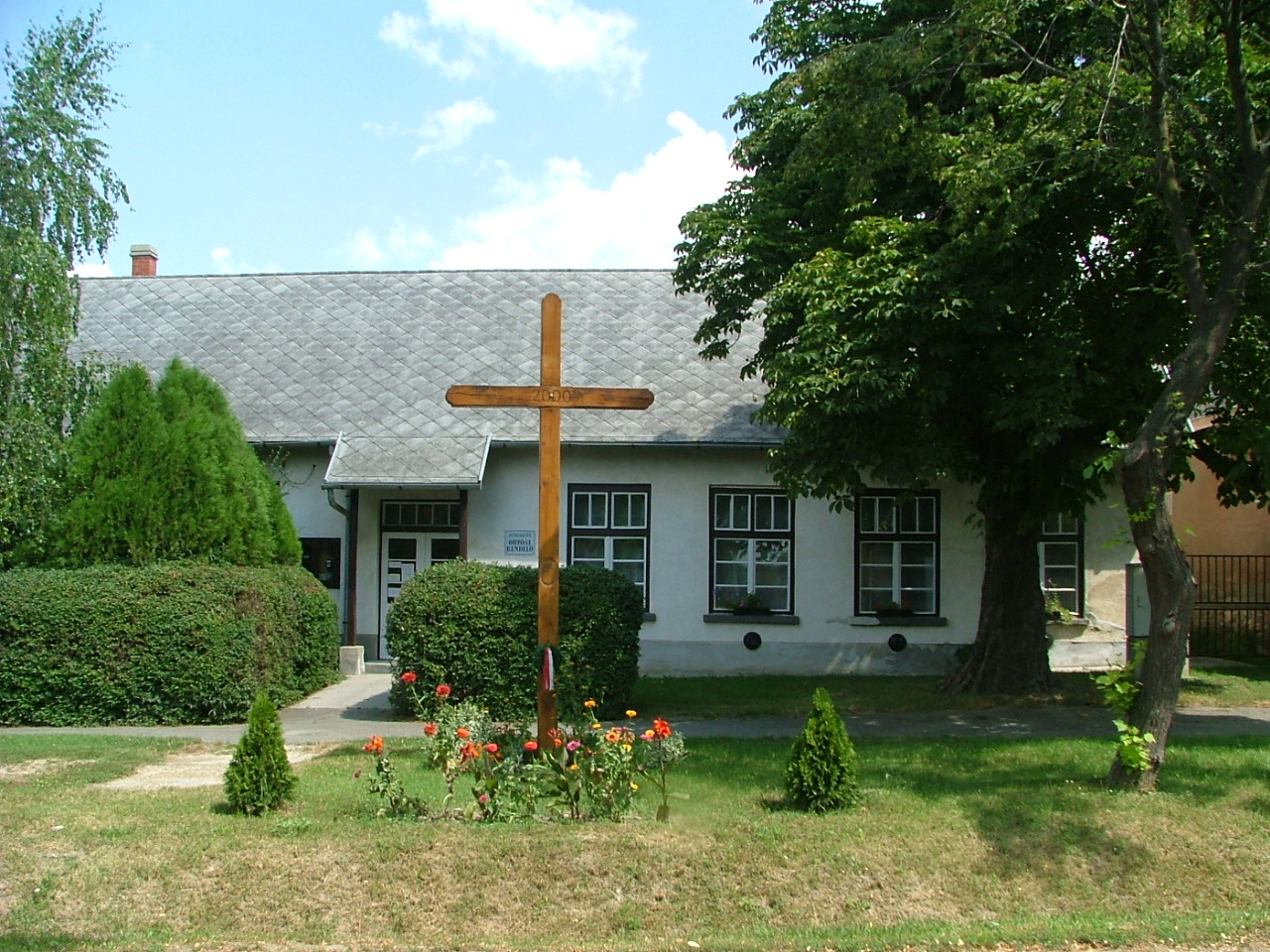
Orvosi rendelő
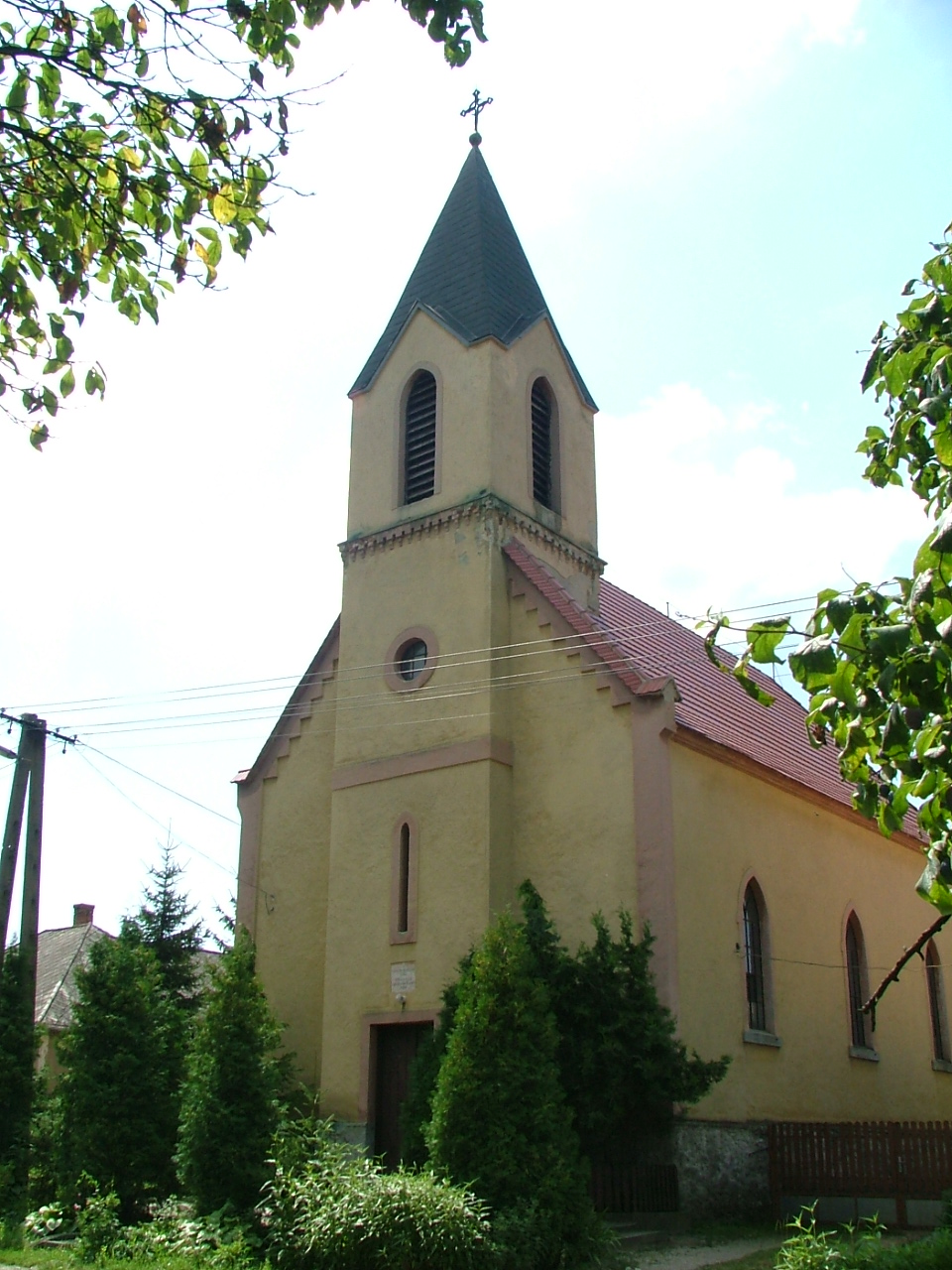
Az evangélikus templom
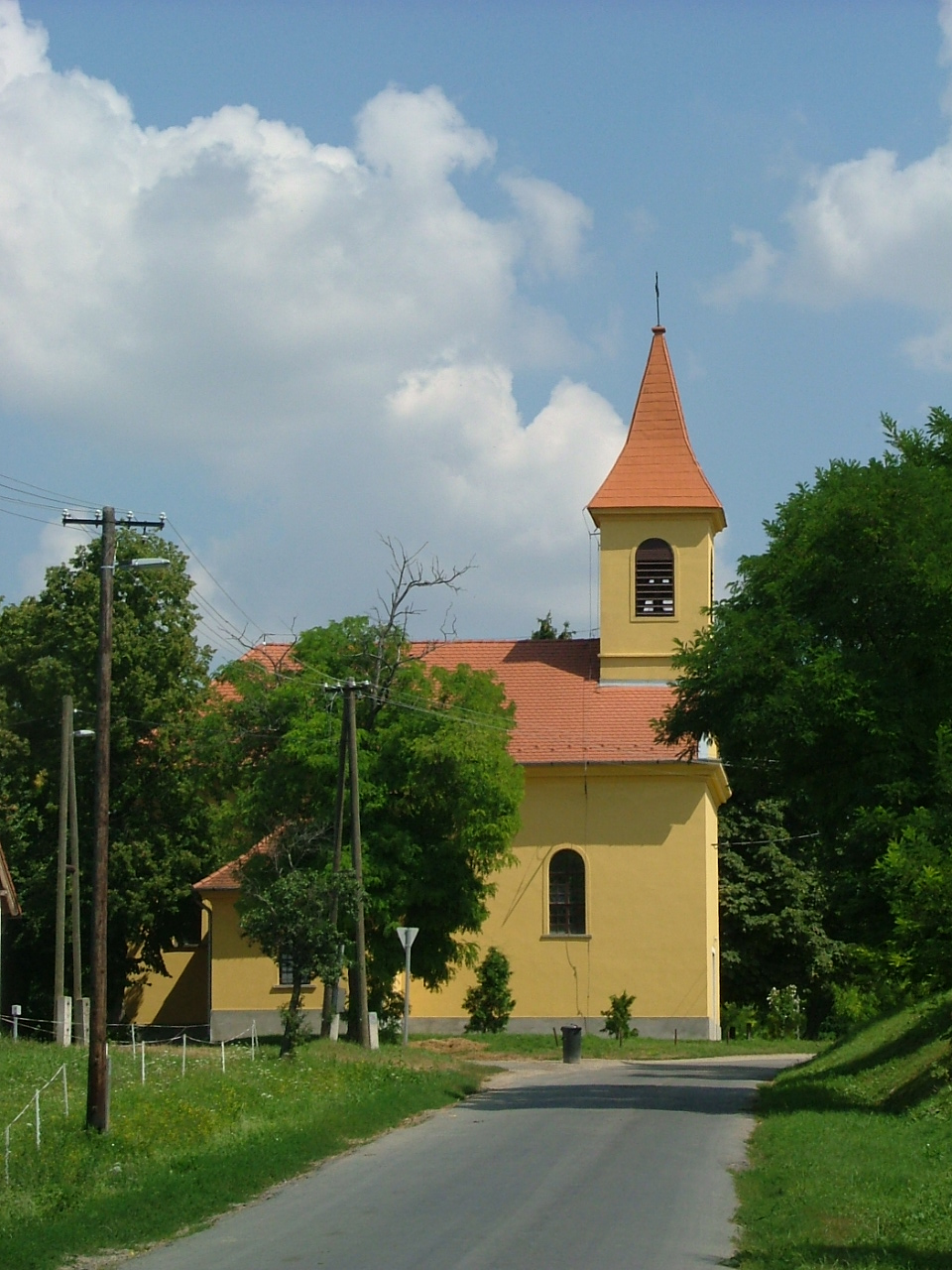
A római katolikus templom

## Ismert személyek
- Itt született 1908-ban Papp József kovács, szélsőjobboldali országgyűlési képviselő (1939–?).